# Jean Zuallart
 (décembre 2014).
Jean Zuallart (1541-1634), fut mayeur (maire) d'Ath en Hainaut de 1584 à 1634. Il est l'auteur d'une description de la Terre sainte qu'il parcourut comme pèlerin en 1586.

## Biographie
Il nous apprend que, se trouvant à Rome en 1585 avec Philippe de Mérode, baron de Frentzen, qu'il avait été chargé d'accompagner dans ses voyages en Italie et en Allemagne ; ce dernier lui fit promettre d'aller avec lui partout où il voudrait porter ses pas ; puis ayant obtenu sa parole, il lui proposa de faire le voyage de la terre sainte. Zuallart après quelques objections se rendit aux désirs de son pupille ; et, afin de tirer un plus grand profit de ses courses, il apprit pendant quatre mois à dessiner. Le 29 juin 1586, Zuallart et Mérode se mirent en route arec deux ecclésiastiques, Domenico Danesi, chapelain du pape, Marin van den Zande, chanoine de Cambrai, et d'autres personnes. Après avoir relâché à Tripoli de Syrie, les voyageurs débarquèrent à Jaffa le 25 août : ils visitèrent Jérusalem et Bethléem ; le 9 septembre reprirent le chemin de l'Europe, et le 25 novembre rentrèrent dans le port de Venise.

## Publications
On a de Zuallart : 
1. Devotissimo viaggio di Gerusalemme, Rome, in-8, fig. ; ibid :, 1595. « J'ai été, dit-il, sollicité et forcé de le traduire et mettre en notre langue vulgaire, plutôt wallone grossière sentant son terroir, que française. » Cette version est intitulée Le tres devot voyage de Ierusalem, avecq les figures des lieux saincts, & plusieurs autres, tirées au naturel, Anvers, 1606, in-4. Cette édition contient beaucoup de choses qui ne se trouvent pas dans les précédentes. Elle a été réimprimée dans la même ville en 1608 et en 1626. L'auteur se plaint dans la préface de ce que Castela, religieux de Toulouse avait en partie copié sa relation italienne et contrefait plusieurs figures, On les retrouve aussi reproduites dans le voyage de Cotovic et dans d'autres. Elles n'ont rien de remarquable et ne peuvent donner une idée des objets qu'elles représentent : les plans sont mieux faits. Zuallart écrit avec prolixité ; il est parfois crédule, mais toujours de bonne foi. Il a soin d'avertir quand il décrit des lieux qu'il n'a pas vus.
2. Description de la ville d'Ath, contenant sa fondation et imposition de son nom, aussy ses lieux & edifices publics, ses privileges, & ceux qui en sont esté seigneurs & gouverneurs iusques à present, &c.. , Ath: Jean Maes, 1610, in-12. Zuallart était mayeur de cette ville. Son livre, dépourvu de critique pour la partie historique des temps anciens, renferme d'ailleurs des notions exactes sur d'autres points.

J. Zuallart a été l'objet d'une notice de M. A. Pinchart, publiée à Gand en 1848.

## Extraits
Quelques extraits  du Très dévôt voyage de Jérusalem:

« le meilleur est que le voyageur se souvienne de ce que est dit en l'Ecclesiastique : Que la douce parole multiplie les amis et apaise les apaise les ennemis, que la langue gracieuse abonde en l'homme de bien »

« J'advertis encore le voyageur, qu'il ne doit estre en soing de quelles formes d'oraisons il peut lors user, parce que les esclairs, et tonneres espouventables, les ondes furieuses, assailantes la nave de toutes parts, quelquefois le rencontre et regard hideux des Barbares, luy enseigneront bien la methode, mesme d'estre devot23. »

Description de Bethléem : 

« Bethléem moderne, qui est à present en pauvre estat, et mal habitée, n’y ayant plus que des petites cabanes, et vieux edifices ruinez: les Bethlehemites et habitans d’icelle sont tous pauvres gens Mores, c’est-à-dire Arabes Mahometistes et Chrestiens Suriens faisans des chapeletz et croix de bois, qu’ilz nous vendent, et pour ceste cause ilz ont accoustumez, d’enseigner à leurs enfans la langue Italienne »